# 杖鼓

杖鼓

杖鼓又名長鼓、細腰鼓，朝鮮族傳統混合擊膜鳴樂器。據《韓國音樂史》載，高麗文宗時期的唐部樂就已有了杖鼓。《樂學軌範》記載的鼓制和奏法十分詳細：「按：造杖鼓之制，其腰木及漆布為殼者最好，磁次之，瓦則不好。漆以黑或朱，兩面各用圍鐵。大面以白生馬皮為之，小面以生馬皮為之。大面用左手拍之，謂之鼓；小面用右手杖擊，謂之鞭；兩面同擊謂之雙；以杖暫擊，俾作搖聲，謂之搖。唐樂、鄉樂併用之。」